# Рашед, Рошди
Рошди Рашед (род. 5 апреля 1936, Каир) — математик, философ и историк науки, чьи работы сосредоточены в основном на математике и физике средневекового исламского мира. Он получил степень бакалавра философии в Каирском университете, а также степень бакалавра математики и степень доктора наук в области истории математики и её приложений в Парижском университете. Получил образование в области теории чисел и алгебраической геометрии. Он является почётным директором по исследованиям CNRS, почётным профессором Токийского университета и почётным профессором Университета Мансуры.
Его первые работы в истории наук (1957-1965) были в основном посвящены теории вероятностей и её приложениям в социальных науках. Он изучал, с одной стороны, некоторые аксиоматические системы в исчислении вероятностей, применение вероятностных моделей в социальных науках, а с другой стороны, историю некоторых приложений с XVIII-го века, чтобы объяснить истинные трудности применения математики в социальных науках. Эти исследования были отмечены бронзовой медалью CNRS. С 1965 года главным направлением его исследований была история арабоязычной математики и её применение, в частности, в оптике.